# 維德拉德涅 (諾索夫卡區)
50°50′5″N 31°44′25″E / 50.83472°N 31.74028°E
維德拉德涅（烏克蘭語：Відрадне），是烏克蘭北部的村莊，隸屬切爾尼希夫州的尼任區。該村始建於1939年，面積0.01平方公里，海拔高度130米，2001年人口127，人口密度每平方公里25,400人。